# Romanthony
Anthony Wayne Moore, más conocido como Romanthony (5 de septiembre de 1967 - 7 de mayo de 2013) fue un productor, cantante y disc jockey estadounidense. Destacado por su colaboración con el dúo francés Daft Punk en su álbum Discovery, sobre todo por haber puesto su voz en las canciones "One More Time" y "Too Long". Comenzó su carrera en Nueva Jersey en la década del '90 con el lanzamiento de sencillos como "Make this love right" y "Let me show you love". Lanzó su álbum debut Romanworld en 1996, y el muy influyente Instinctual dos años más tarde. A lo largo de su carrera ha publicado sus discos en su propia discográfica Black Male Records, Roulé, Azuli, Play It Again Sam, Compuphonic y en Glasgow Underground Recordings.
Romanthony ha trabajado con varios estilos musicales, siendo más reconocido en los géneros house, R&B y Hip-hop. Algunas de sus canciones como Hold On se basan en el sampling con un toque house mientras que otras como Bring U Up son breakbeat al estilo de James Brown.
Uno de sus últimos trabajos fue en 2013 cuando lanzó la canción '2Nite4U' colaborando con Kris Menace en su álbum Features y estaba participando en un nuevo trabajo con el DJ y productor alemán Boys Noize.
Fue reportada su muerte debido a complicaciones de una enfermedad en los riñones el 7 de mayo de 2013 en su propia casa en Austin, Texas a la edad de 45 años.

## Discografía

### Álbumes de estudio
- Romanworld (1996)
- Instinctual (1999)
- Live in the Mix (1999)
- R.Hide in Plain Site (2000)

### Sencillos y EP
- "Psalm 1" como The Trojan Horse (1992)
- "Make This Love Right" (1993)
- "What $ Love (What Price Love)" como The Trojan Horse (1993)
- "Falling From Grace" (1993)
- "Let Me Show You Love" como Buzzin Cuzzins (1994)
- "Years O' Pressure" como The Trojan Horse (1994)
- "Show And Tell" como The Trojan Horse (1994)
- "Feel Like Dancing " (1994)
- "Ministry of Love" (1994)
- "The Wanderer" (1994)
- "In the Mix (A Tribute to Tony Humphries)" (1994)
- "Bring U Up" (1995)
- "The House of God" como The Trojan Horse (1995)
- "Trust" pres. Lifestyles (1995)
- "It's Not The Same" (1995)
- "Countdown 2000" (1996)
- "Rumpshaker" (1996)
- "I Can't Hold It" (1996)
- "The Romanthony E.P." (1996)
- "Good Tymz" pres. Nyree (1996)
- "Good Feeling" como Buzzin Cuzzins (1997)
- "I Like It" pres. Nyree (1997)
- "Yo It's Da' Shout-Out..." (1997)
- "Do You Think You Can Love Me" pres. Naida (1998)
- "It's On 2Nite" pres. Naida (1999)
- "Up All Nite" (1998)
- "Drifting Solidly" (1998)
- "Bzz N Da Speaker" (1998)
- "Do You Wanna Dance" con DJ Predator (1998)
- "Clap Ya Handz / Funky Flava" con DJ Predator (1999)
- "Hold On" (1999)
- "Floorpiece" (1999)
- "Warning Tracks" (1999)
- "Sommore" pres. Qiana Tara (1999)
- "The South Beach Banger" (2001)
- "D'International Banger" (2002)
- "A Better Day" (2002)
- "Never Fuck" (2002)
- "Collins Ave. / Samedream" (2004)
- "Bump" (2004)
- "When Your Around" (2006)
- "Curious" (2008)
- "B 2 Nite" (2010)
- "God God EP" (2013)

- "Kraak & Smaak, Romanthony – Let's Go Back feat. Romanthony (Solomun Remix)" (2011)
- "The Wanderer (Romanthony vs Kevin McKay)" (2013)

### Colaboraciones
- 1999: DJ Predator & Romanthony – Findamusic
- 1999: Alex Gopher – Party People (Romanthony's Mix Extended)
- 2000: Daft Punk – One More Time
- 2000: Daft Punk – Too Long
- 2008: Laidback Luke & Tom Stephan ft. Romanthony – Show
- 2009: The Playin' Stars Feat. Romanthony - You Needed Me
- 2010: Superfunk – Come Back
- 2011: Tom Trago – Steppin' Out
- 2011: Kraak & Smaak feat. Romanthony - Hold Back Love / Let's Go Back
- 2011: Teengirl Fantasy – Do It
- 2012: Kris Menace feat. Romanthony - "2Nite4U"
- 2013: Duke J – Achieve It! / IProduceiMix / Miami (am I In?)